# Cauchemar d'amour (série télévisée)
Pour les articles homonymes, voir Cauchemar d'amour.
Cauchemar d'amour est une série télévisée québécoise en 21 épisodes de 45 minutes scénarisée par Sylvie Bouchard et Anne-Denise Carette, librement inspiré du roman de Nadège Devaux, S.O.S. Amour, et diffusée entre le 11 octobre 2001 et le 25 mars 2004 sur le réseau TVA.

## Synopsis
La série raconte l'histoire d'un médecin dans la trentaine célibataire qui a une petite fille (Geneviève Déry) et dont le père (Raymond Cloutier) aboutit sans prévenir et tente de l'aider à se trouver une femme. Le personnage de Anne, est également célibataire, dans la trentaine avancée et harcelée par les questions de ses collègues de bureau sur sa vie privée, avec l'aide de sa sœur Michelle (Élyse Marquis) elle tente de trouver l'âme sœur.

## Distribution

### Acteurs principaux
- Marina Orsini : Anne
- Pierre Brassard : Bernard
- Raymond Cloutier : Émery
- Élyse Marquis : Michelle
- Geneviève Déry : Catherine
- Dorothée Berryman : Marjolaine
- Felicia Shulman : Doreen
- Frédéric Desager : Philippe-Pierre Cottençon
- Michael Sapieha : Vlad Mazursky
- Jean-François Boudreau : Jean-Marc
- Annie Dufresne : Valérie

### Acteurs secondaires et figurants
- Dominique Leduc : Hélène Bèges
- Anne-Marie Égré : Dominique
- David Savard : Jasmin
- Patrick Brosseau : Luc
- Jacques Lavallée : Patron de Anne
- Évelyne Rompré : Justine
- Christophe Truffert : Martin
- Corrine Chevalier : Claudine
- Dany Michaud : André (l'avocat)
- Anne Casabonne : Zoé
- Jules Philips : Benoît
- Mireille Deyglun : Mme Couture
- Isabelle Miquelon : Élisabeth
- Valérie Jeanneret : Johanne
- Annette Garant : Nadia
- Stéphane Brodeur : Daniel
- Stéphane E. Roy : David (l'escorte)
- Martine Francke : Vendeuse de crème glacée
- Patrice Coquereau : Jean
- Christiane Pasquier : Mme Turban
- Sonia Vachon : Linda
- Pierre Chagnon : le psychiatre d'Anne
- Daniel Brière : Onile
- Patricia Tulasne : Docteur Isabelle Bergman
- Emmanuel Bilodeau : Sébastien Saintonge
- Gilbert Dumas : Normand
- Patrice Dussault
- Pierre Limoges
- Pascal Petardi : Serveur
- Sharlène Royer : La manicuriste
- Aimée Lee : Ling
- Marc-François Blondin : Monsieur Surprise
- Isabelle Brouillette
- Anne-Marie Cadieux
- Pierre Collin
- Sébastien Delorme
- Louise Forestier
- Lucie Laurier
- Isabelle Vincent
- Ingrid Falaise[3]

## Fiche technique
- Scénaristes : Sylvie Bouchard et Anne-Denise Carette
- Scénaristes 3e saison : Anne-Denise Carette, Sylvie Bouchard, Pascal Blanchet et José Fréchette
- Réalisation : Bruno Carrière
- Producteurs : Philippe Dussault et Anne-Marie Hétu
- Production : Match TV

## Épisodes

### Première saison (automne 2001)
1. Le drame du célibat
2. L'amour en 2000
3. Le magasinage
4. L'amour est aveugle
5. La guerre des sexes
6. Panne d'amour
7. Qui ne risque rien n'a rien

### Deuxième saison (hiver 2003)
- S'inventer son couple (27 mars 2003)

### Troisième saison (hiver 2004)
1. Adieu sex-appeal
2. L’effet de la pleine lune
3. La plus belle chose au monde
4. La vie comme avant
5. Ça va nous rapprocher
6. La famille modèle
7. Pour l’amour de Fred